# Предео изузетних одлика Долина Малог Рзава
Предео изузетних одлика Долина Малог Рзава је заштићено подручје у средишњем делу западне Србије, припада регији Стари Влах и заједно са Моравицом, Великим Рзавом, Ђетињом и Скрапежом представља извориште Западне Мораве.

## Историјат
Након ревизије која је завршена 2006, СО Ариље је на седници одржаној 6. октобра исте године, а на предлог Завод за заштиту природе Србије, донела Одлуку о заштити Споменика природе „Бјелушка потајница”, која је сврстана у трећу категорију заштите Значајно природно добро. На заштићеној површини Споменика природе „Бјелушка потајница” је тада установљен режим заштите другог степена.
Завод за заштиту природе Србије је доставио 19. децембра 2012. године Студију заштите Предео изузетних одлика „Долина Малог Рзава” Министарству заштите животне средине Републике Србије, као надлежном органу.

## Простор
Административно, изворишни део припада општини Ивањица (КО Шареник и КО Брезова), а већи део општини Ариље (КО Бјелуша, КО Радошево и КО Висока). Укупна површина Предела изузетних одлика „Долина Малог Рзава” износи 3409 ha 68 a 66 m². Највећи део површине, 75,13 % се налази у приватном власништву, а остали део у власништву државе, 24,79 % и Српске православне цркве, 0,08 %.
На целом природном добру успостављају се режим првог степена заштите (60 ha 73 a 38 m²), други (651 ha 03 a 78 m²) и трећи (2697 ha 91 a 50 m²).

## Биљни и животињски свет
Забележено је једанаест ендемичних и субендемичних таксона од чега је осам ендема и три субендема, две врсте од националног и међународног значаја, две врсте наведене у „Прелиминарној Црвеној листи флоре Србије и Црне Горе са статусима угрожености према критеријумима IUCN-a из 2001. године”, на CITES листи, четири терцијарна и један глацијални реликт, као и двадесет врста заштићених „Уредбом о стављању под контролу коришћења и промета дивље флоре и фауне”.
Већина од седамдесет и пет врста птица које су присутне на подручју Малог Рзава строго су заштићене према Правилнику о проглашењу и заштити строго заштићених и заштићених дивљих врста биљака, животиња и гљива. Према истом Правилнику од тридесет и осам врста сисара присутних у истраживаном делу долине Малог Рзава, шеснаест је сврстано у категорију строго заштићених дивљих врста, а двадесет у категорију заштићених дивљих врста.